# Schatnes

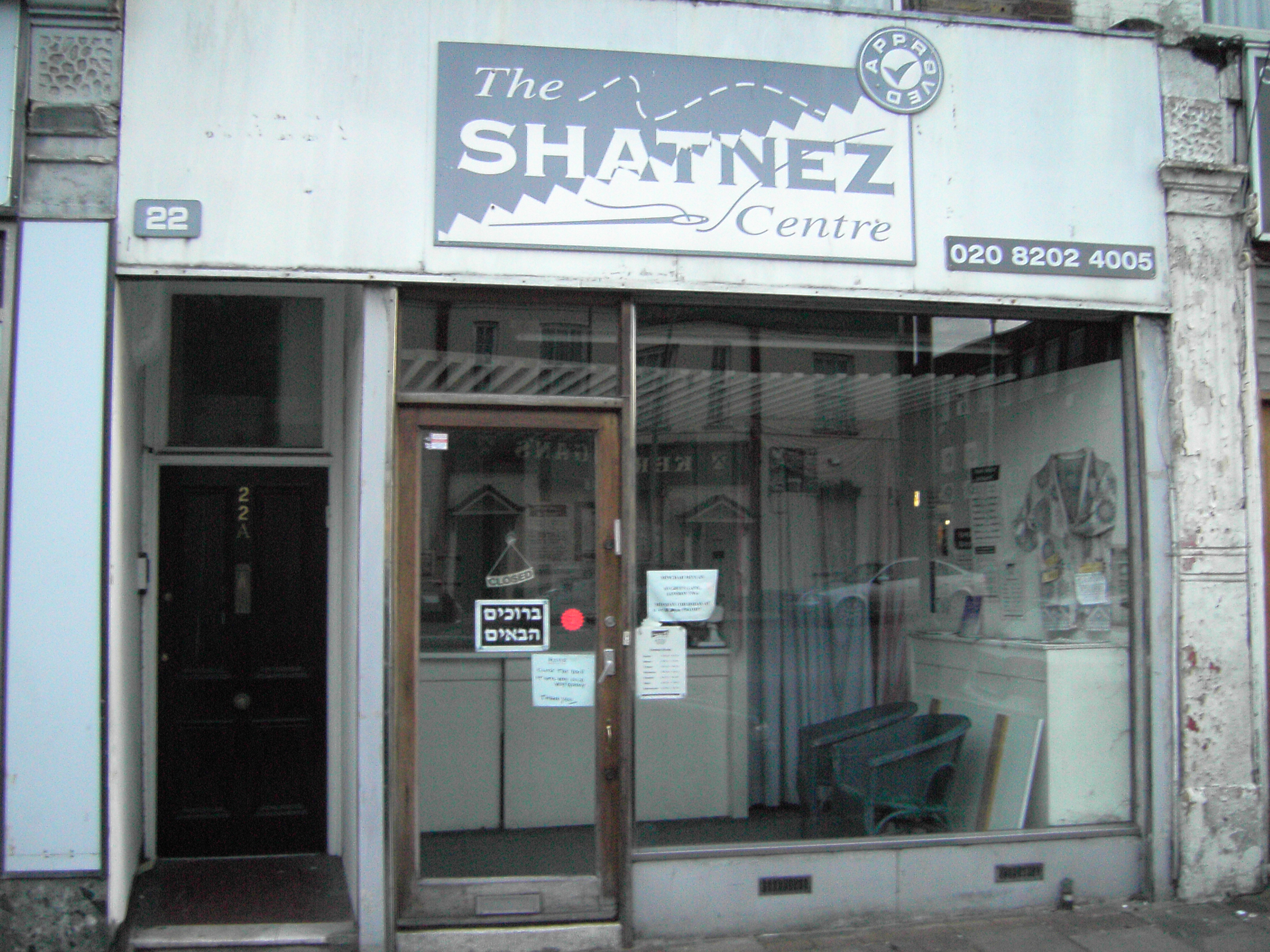
Shatnez Centre London

Als Schatnes (Biblisches Hebräisch שַׁעַטְנֵז) bezeichnet man in der jüdischen Tradition Mischgewebe aus Wolle und Leinen. Die Tora verbietet, Kleidung aus solchem Mischgewebe zu tragen (3. Mose 19,19  und 5. Mose 22,9-11 ).

## Das Wort Schatnes
Nach allgemeiner Ansicht ist Schatnes (5. Mose 22,11 ) kein hebräisches noch überhaupt semitisches Wort. Es könnte sich um ein ägyptisches Lehnwort handeln: ägyptisch šḫt n ˁḏ3 bzw. neuägyptisch śˁḏ3-nḏ „verfälschtes Gewebe.“ Die früheste außerbiblische Bezeugung ist in 4QInstruction, einem weisheitlichen Text: die angeredete Person wird mit jemandem verglichen, der Schatnes trägt.
Die Mischna (Kilajim IX 8) leitet midraschartig als Akrostichon aus den einzelnen Buchstaben von שַׁעַטְנֵז ab, dass drei Arten von Textilherstellung angesprochen sind:
1. שוע schua, deutsch ‚etwas, das gekrempelt ist‘;
2. טוי tawuj, deutsch ‚etwas, das gesponnen ist‘;
3. נוז nus, deutsch ‚etwas, das gezwirnt ist‘.

## Deutung des Verbots
Eine Deutung, die sich auf Flavius Josephus (Antiquitates 4.208) stützen kann, nimmt an, dass Mischgewebe ein besonderes Kennzeichen der jüdischen Priesterkleidung war. Seine Angabe stimmt überein mit der Mischna: „Die Priester bekleiden sich, um im Heiligtum zu dienen, nur mit Wolle und Leinen.“ (Kilajim IX 1) Wahrscheinlich beziehen sich beide Quellen auf die übliche Praxis zur Zeit des Zweiten Tempels.
Einfache Priester trugen Schatnes-Gürtel; der Hohepriester hatte weitere Kleidungsstücke aus Mischgewebe. Für alle anderen Mitglieder der jüdischen Gemeinde war Schatnes tabu.:166

## Antike Praxis
Die Kleidungsstücke aus der Höhle der Briefe zeigen, dass Juden in der Römischen Kaiserzeit Schatnes fast vollständig vermieden. Da sie meist Kleidung aus Wolle trugen, mussten sie auf Applikationen aus Leinen verzichten, beispielsweise Streifen (clavi) auf einer Tunika. Gleiches gilt für andere Textilfunde jüdischer Provenienz, und dies stellt einen Gegensatz dar zu nicht-jüdischen Textilfunden aus Dura Europos, Palmyra oder koptischen Textilien aus Ägypten: überall scheint Mischgewebe aus Wolle und Leinen beliebt gewesen zu sein.:165

## Moderne Praxis
Das Verbot von Schatnes betrifft nur Gewebe mit einem Anteil von Schafwolle; andere Wolle, z. B. Mohair, ist davon nicht betroffen. Andererseits reicht schon ein einzelner Faden an einem ganzen Kleidungsstück, damit verbotenes Mischgewebe entsteht. In der jüdischen Orthodoxie hat die Vermeidung von Schatnes heute einen hohen Stellenwert. Es gibt deshalb Experten, die sich darauf spezialisiert haben, Kleidung durch Mikroskopie und chemische Testverfahren auf Schatnes zu untersuchen.:165
Durch die international organisierte Textilproduktion ist es schwierig geworden, zu überblicken, wie ein Kleidungsstück genau hergestellt worden ist. Die Experten der Schatnes-Zentren haben sich deshalb netzwerkartig organisiert, um Informationen über problematische Kleidungsstücke auszutauschen. Ein klassischer Fall sind Herrenmäntel aus Wollstoff, in den Leinengewebe zur Versteifung des Kragens eingearbeitet wurde.:170 Auch Kleidung, die laut Label 100 % synthetisch ist, kann den Sachverhalt von Schatnes erfüllen. Einerseits erlaubt der Gesetzgeber geringfügige Abweichungen von den deklarierten Prozentwerten ohne Kennzeichnung, andererseits bezieht sich das Label auf Stoffe und nicht auf Garn.:170
Wird bei einem Kleidungsstück Schatnes festgestellt, so kann man versuchen, die betreffenden Fasern vollständig zu entfernen; gelingt diese Maßnahme, ist das Kleidungsstück wieder geeignet.

### Schatnes im weiteren Sinne
Auch Bettwäsche aus Mischgewebe ist nicht geeignet, da der Körper damit bedeckt wird. „Wer das Gebot ganz streng befolgt, achtet auch darauf, daß Sofas, Lehnstühle und andere Polstermöbel kein Mischgewebe enthalten.“